# DVD播放机

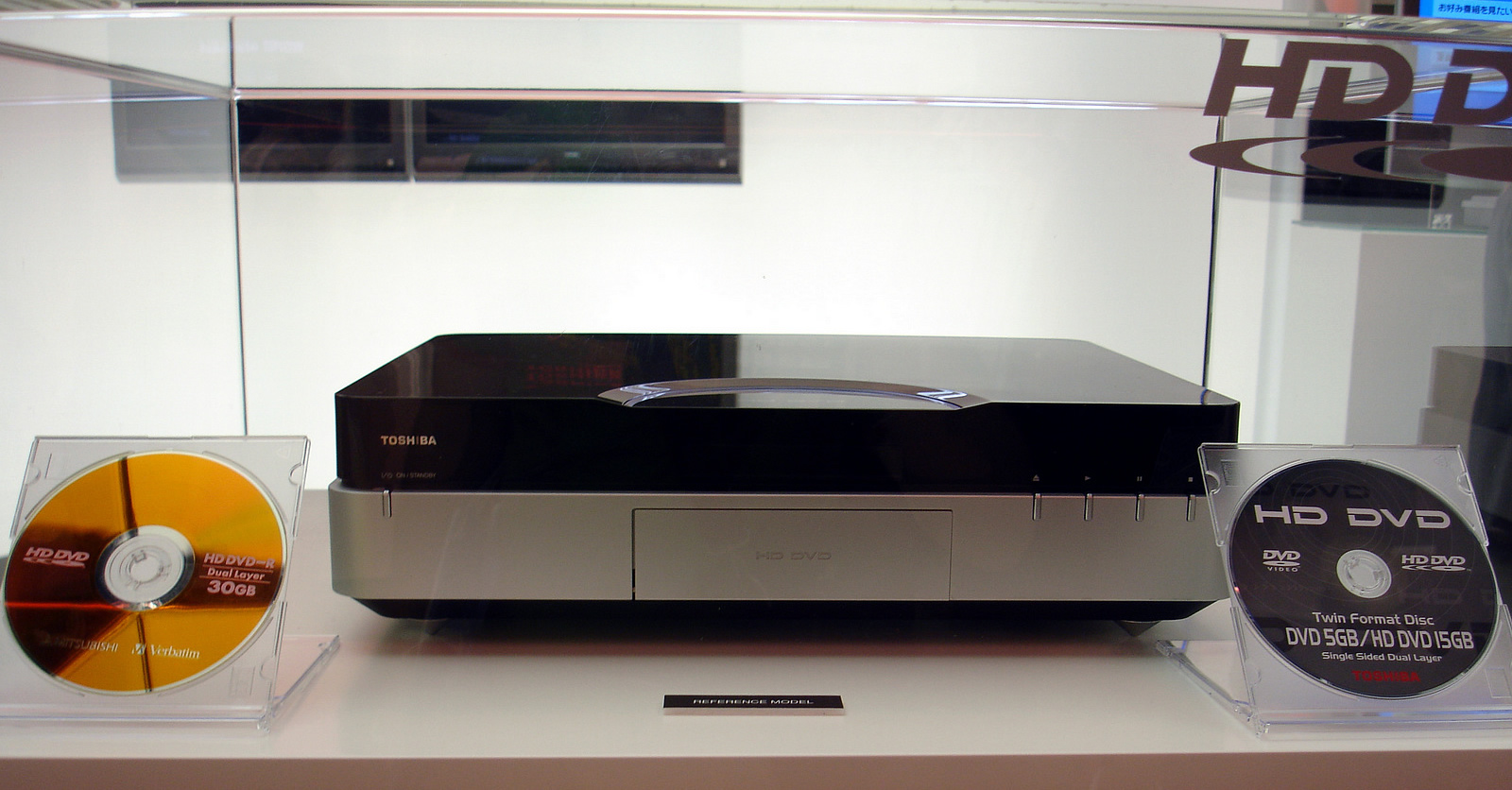
Toshiba HBS A 001 HD-DVD播放機

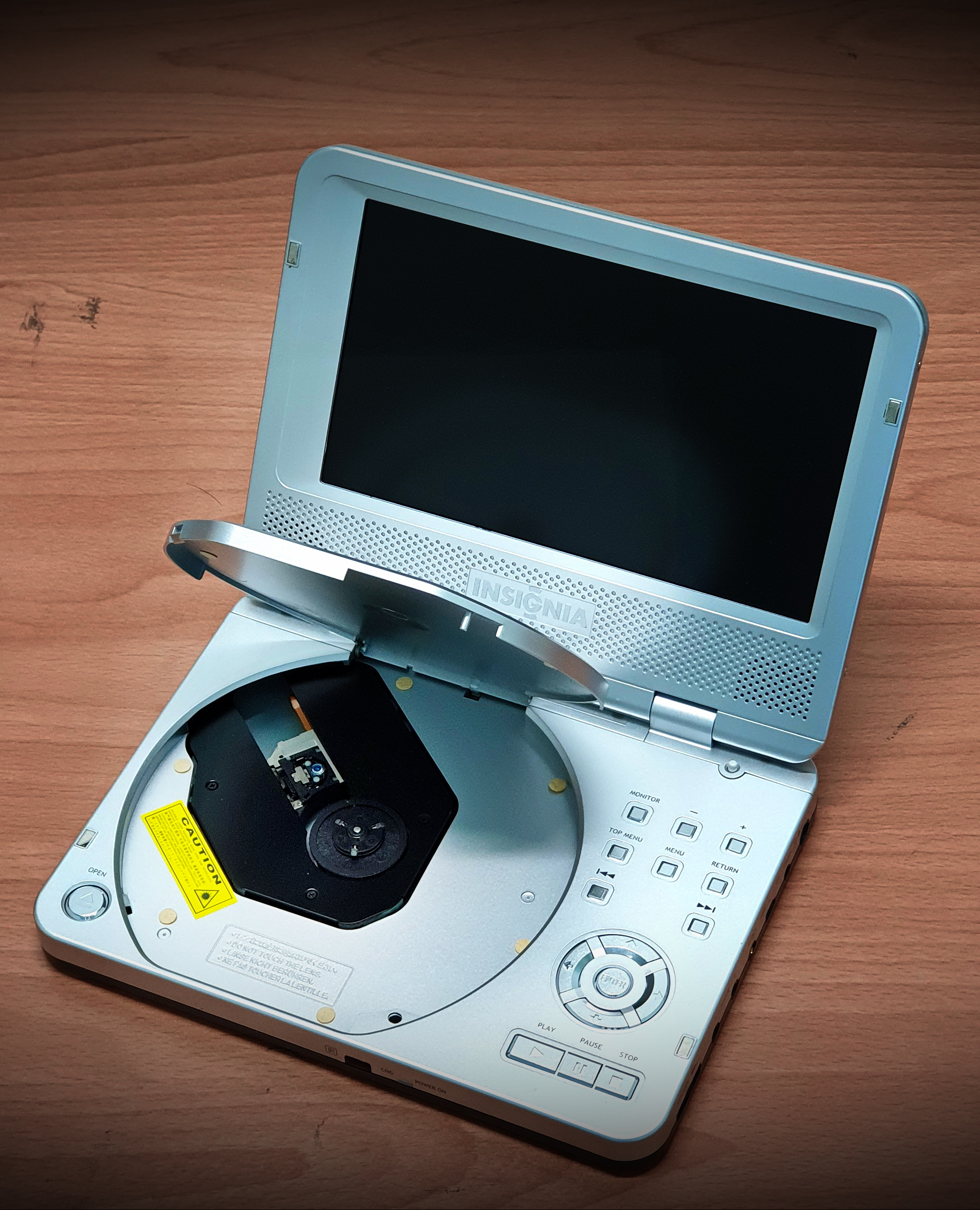
行動式數位光碟播放機

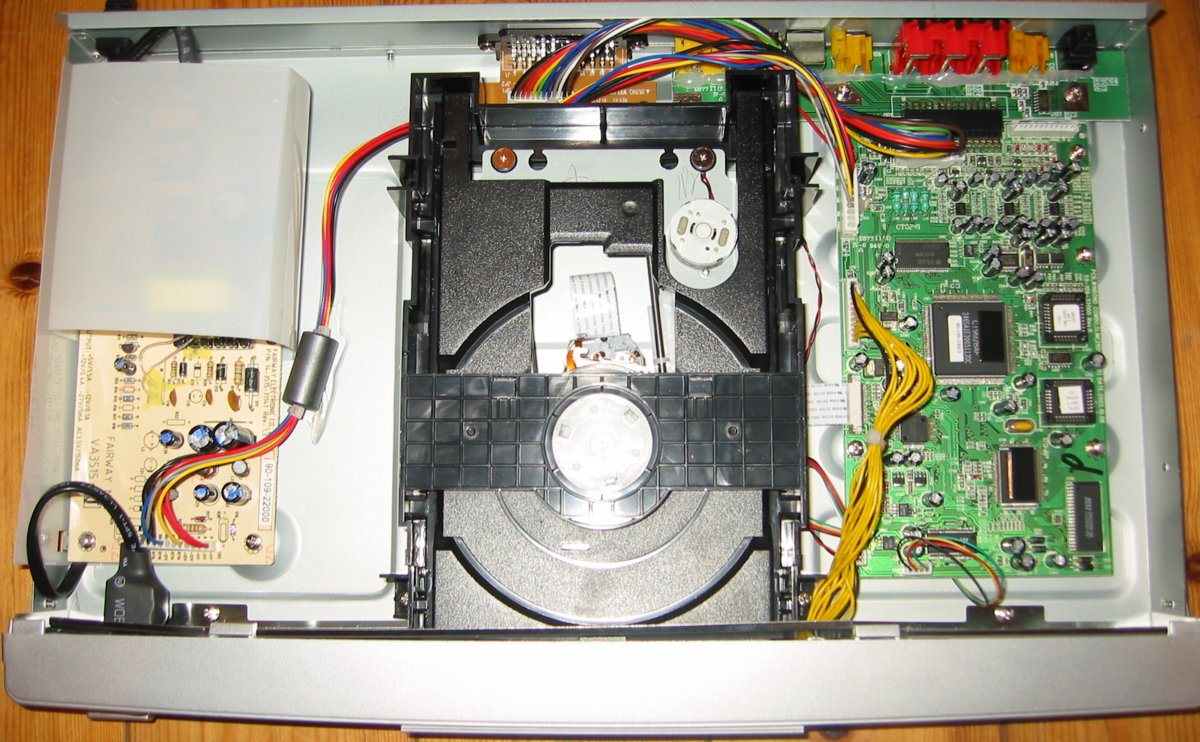
數位光碟播放機内部構造

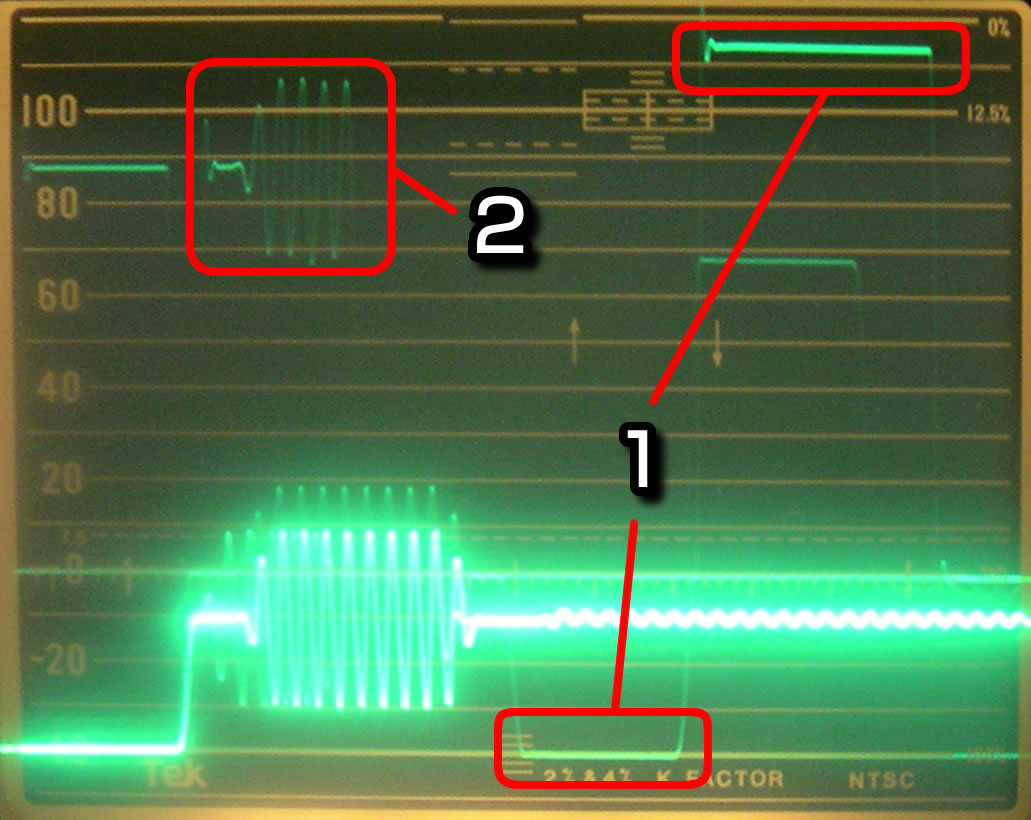
Macrovision防拷訊號的波形

數位光碟播放機（DVD player），俗稱DVD播放機，即播放數碼多功能影音光碟的設備。使用方式大多數皆需要连接到電視機上。除此之外，還有內含液晶顯示器式的產品。

## 基本功能
DVD播放机的基本功能如下：
- 读取DVD-Video光盘（UDF版本2格式）。
- 随意解密经过CSS或Macrovision处理过的内容。
- 解码MPEG-2视频流，最高峰值速率10Mbit/s，连续速率8 Mbit/s。
- 解码声音格式编码MP2、PCM或AC-3，通过立体声连接器光纤或者电子数字连接器输出。
- 输出视频信号，其中模拟信号（PAL、SECAM或NTSC格式）使用彩色视频信号连接器，数字信号使用数字视频接口连接器。

大多数DVD播放机也能播放音频CD（CDDA、MP3等）和VCD，包含一个家庭影院解码器如Dolby Digital、DTS；一些新推出的产品还支持互联网上流行的视频压缩格式DivX。

## 生產國家
最大的DVD播放機生產國是中國大陸，2002年共生產3000萬部，世界市場佔有率70%。每部DVD播放機大約需要支付MPEG-2授權費20美元給DVD專利技術持有者（索尼、飛利浦、先鋒和LG）。為避免這一情況，中國大陸為下一代DVD開發了自主知識產權的EVD標準。到2004年為止，EVD播放機只在中國大陸銷售。

## DVD區域碼
即最主要就是保障每個地區經銷商與代理商的權益，而專為DVD-Video所制定出的「限定在某區域內才能正常使用」的限制，用以杜絕產品平行輸入的問題，避免某區域未上映的電影的票房收入因為其DVD-Video的流通而造成損失。但現今有許多電腦軟體甚至播放機擁有對不同區域的DVD解碼的功能，使得區碼的限制愈來愈小。

## DVD播放軟體
DVD播放軟體是電腦上借助DVD驱动器播放DVD视频的软件。如：VLC media player、MPlayer、DVD播放程式、WinDVD、PowerDVD、Media Player Classic。